# Doc's Kingdom

Doc's Kingdom est un film français-film portugais réalisé par Robert Kramer, sorti en 1987.

## Synopsis
Deux hommes, l'un, Doc Matter, dans la cinquantaine, médecin alcoolique vivant chichement à Lisbonne, qui fut engagé à gauche et tomba malade en Afrique, l'autre, un jeune homme un peu autiste, Jimmy Matter, qui vit avec sa mère à New York et qui n'a de goût pour guère autre chose que la vitesse à moto. Quand Rozzie, la mère de Jimmy meurt à la suite d'un accident de circulation, le jeune homme découvre une lettre que Doc lui a écrite. Il serait le mari de Rozzie et donc, son père, qui l'a abandonné. Jimmy prend l'avion pour Lisbonne pour rencontrer Doc et lui demander des comptes.

## Fiche technique
- Titre : Doc's Kingdom
- Réalisation et scénario : Robert Kramer
- Musique : Barre Phillips
- Photographie : Richard Copans
- Son : Olivier Schwob, Vasco Pimentel
- Montage : Sandrine Cavafian, Christine Aya
- Production : Dominique Vignet, Paulo Branco
- Sociétés de production : Garance, Filmagem
- Société de distribution en France : Ciné Classic
- Pays :  France- Portugal
- Format : Couleur - Format 35 mm
- Genre : Drame
- Durée : 90 minutes
- Date de sortie :
  -  France : 16 janvier 1991

## Distribution
- Paul McIsaac : James Matter dit Doc
- Vincent Gallo : Jimmy Matter
- Ruy Furtado : Senor Ruiz
- Cesar Monteiro : Cesar
- Roslyn Paine : Rozzie